# Oleksandr Babij
Oleksandr Babij (in ucraino Олександр Миколайович Бабій?, in russo Александр Николаевич Бабий?, angl. Oleksandr Mykolayovych Babiy; Tashkent, 9 luglio 1968) è un ex calciatore ucraino, nato in Uzbekistan, di ruolo difensore.

## Carriera

### Club
Vanta 3 presenze nella Coppa delle Coppe UEFA e 2 in Coppa UEFA.
Durante la sua carriera ha giocato 303 incontri e ha realizzato 32 marcature vestendo le maglie di Temp Šepetivka, Nyva Ternopil', Stal' Alčevs'k, Shakhtar Donetsk, Torpedo Zaporižžja, Metalurh Zaporižžja, Zenit, Lokomotiv Nižnij Novgorod e Arsenal Tula.